# 将軍区

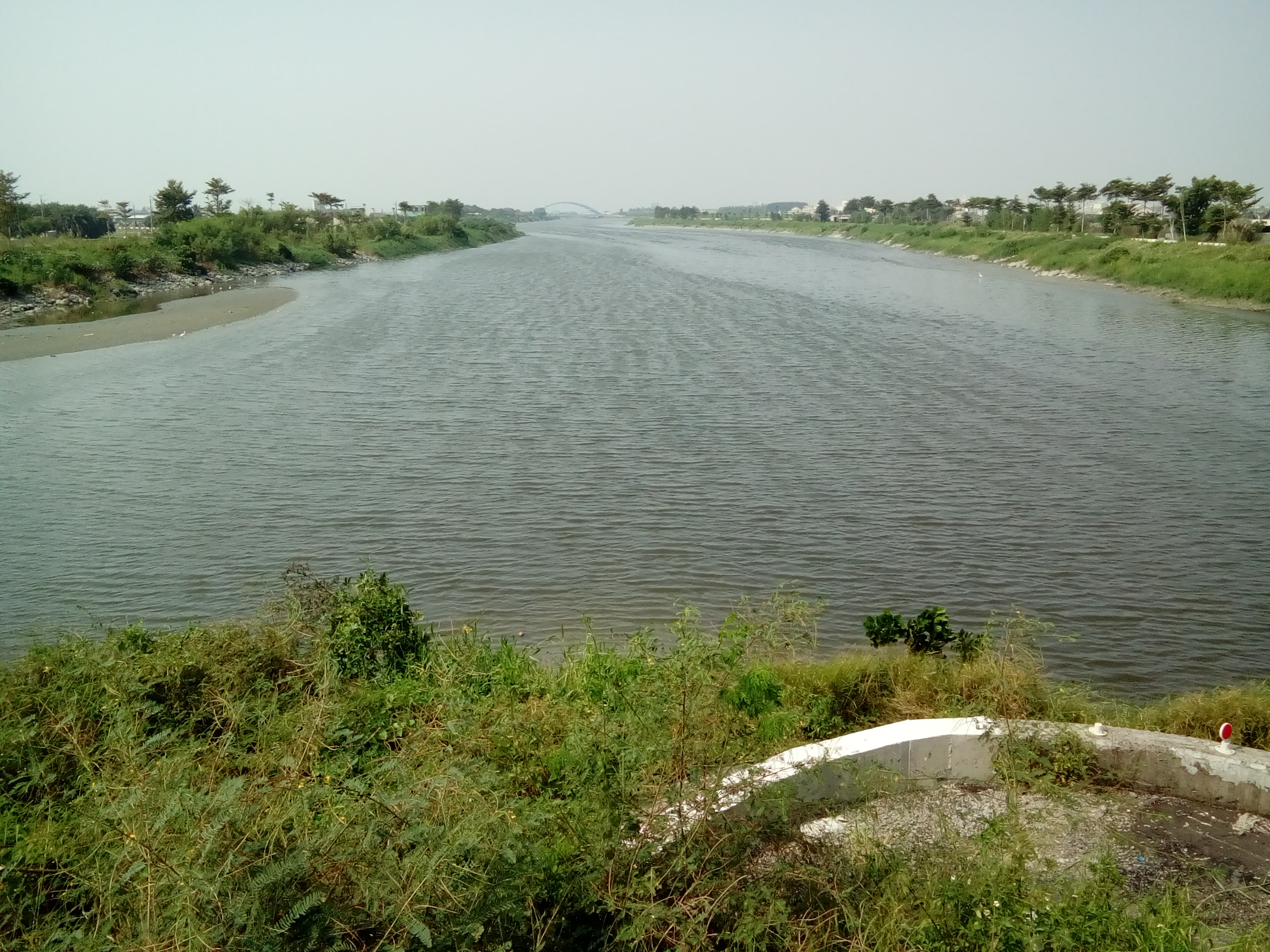
佳里区側から望む将軍渓と華宗橋（左岸は将軍区、右岸の手前側は佳里区、奥側は学甲区）

将軍区（ジアンジュン/しょうぐん-く）は台南市の市轄区。

## 地理
将軍区は台南市の西部沿海地区に位置し、北は北門区と、東は学甲区、佳里区と、南は七股区と接している。

## 歴史
古くは「漚汪」と称した。「将軍」の地名は施琅との関係が伝えられている。1683年、施琅が清兵を率いて台湾を攻略した際。清朝は施琅の軍功に応え馬で3日の距離の地を与えることにした。馬沙溝から東方に位置する烏山頭を目指した。しかし施琅の乗った馬が現在の将軍郷の地に至ると脚を怪我しこれ以上進めなくなり、やむを得ずここに「将軍府」を建て、その付近の田地を「施侯租」と称し、施琅に率いられた一族と呉、王両姓の親戚が入植し「将軍庄」を形成したと伝えられている。
日本統治時代、1920年の台湾地方改制の際、「将軍庄」が設けられて台南州北門郡の管轄となった。台湾の中華民国への編入後に「将軍郷」として台南県に属し、2010年12月25日に台南県が台南市に編入されたことに伴って将軍区となり、現在に至る。

## 行政区
| 地区   | 里                     |
| ------ | ---------------------- |
| 漚汪   | 忠嘉里、長栄里、西甲里 |
| 苓子寮 | 苓子寮里、巷埔里       |
| 将軍   | 将軍里                 |
| 山子脚 | 広山里、玉山里         |
| 馬沙溝 | 長沙里、平沙里         |
| 青鯤鯓 | 鯤鯓里、鯤溟里         |

## 歴代区長
| 代 | 氏名 | 退任日 |
| -- | ---- | ------ |

## 教育

### 国民中学
- 台南市立将軍国民中学

### 国民小学
- 台南市将軍区将軍国民小学
- 台南市将軍区苓和国民小学
- 台南市将軍区鯤鯓国民小学
- 台南市将軍区長平国民小学
- 台南市将軍区漚汪国民小学

## 交通
| 種別 | 路線名称 | その他 |
| ---- | -------- | ------ |
| 省道 | 台17線   |        |

## 観光

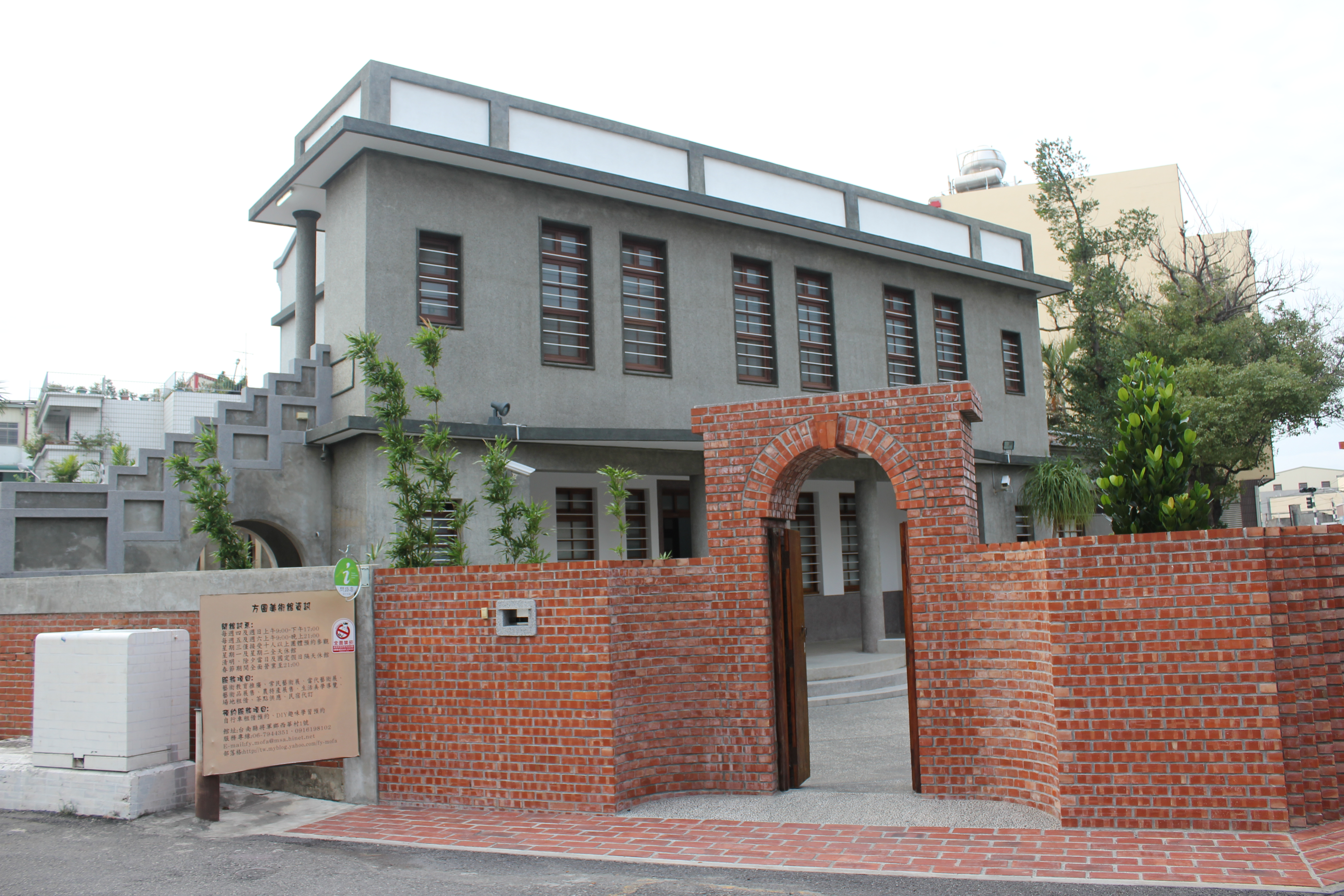
方円美術館

- 馬沙溝（中国語版）海水浴場
- 将軍漁港（中国語版）
- 将軍渓（中国語版）河口マングローブ
- 青鯤鯓扇形塩田
- 方円美術館（中国語版）
- 林崑岡（中国語版）記念館
- 香雨書院
- 漚汪夜市
- 北埔福安宮（中国語版）
- 苓子寮保済宮